# 三道河子 (黑龙江省)
三道河子，位于中华人民共和国黑龙江省海林市北部的一条河流，是牡丹江左岸支流，发源于海伦市西北大秃顶子西麓，蜿蜒向东南流经柴河林业局晨光林场、桦木林场、大青林场、双桥水电站、三道镇工农村、板桥子林场（老荒沟）等地后注入牡丹江莲花水库库区。河流全长88千米，流域面积1455平方千米，河道平均比降4.55‰，年均径流量6.29亿立方米。三道河子流域地处山区，两岸群山连绵，森林资源丰富。河口附近在建的荒沟抽水蓄能电站是目前中国国内在建纬度最高的抽水蓄能电站，也是黑龙江省首座大型抽水蓄能电站。